# Erik Jensen (politiker)
 For alternative betydninger, se Erik Jensen. (Se også artikler, som begynder med Erik Jensen)
Erik Jensen (født 15. juli 1975 i Sisimiut) er en grønlandsk politiker. Han var formand for det socialdemokratiske parti Siumut 2020-2025. Han har været vicestatsminister siden april 2022 og minister for finanser og skatter siden september 2023. Tidligere har han haft adskillige andre ministerposter.

## Opvækst, uddannelse og erhverv
Erik Jensen er født og opvokset i Sisimiut. Han gik på gymnasiet i Aasiaat 1992-1995 og har taget en ervhervsvidereuddannelse (EVU) i økonomi og administration i Qaqortoq 1997-1999.
Han var ansat som budgetansvarlig i Boligselskabet INI i Sisimiut 1999-2003 og som regnskabsmedarbejder i Boligkontoret Danmark i København 2003-2005. Fra 2005 til 2017 var han igen ansat ved INI i Sisimiut som controller og kommunikationsmedarbejder. Han var økonomikonsulent i INI 2020-2022.

## Privatliv og sport
Erik Jensen er gift med Heidi Ramsøe. Parret har tre børn.
Han har spillet og trænet både håndbold og fodbold og blandt andet været næstformand i Grønlands Håndbold Forbund. Som aktiv spiller har han vundet flere grønlandsmesterskaber i håndbold.

## Politisk karriere
Erik Jensen var formand for Siumuts afdeling i Sisimiut 2016-1017. Han blev valgt til kommunalbestyrelsen i Qeqqata Kommune ved kommunalvalget i 2017.
Han var minister for kommuner, bygder, yderdistrikter, infrastruktur og boliger i Regeringen Kim Kielsen III fra 24. april 2017 til 15. maj 2018. I Regeringen Kim Kielsen III var han minister for fiskeri, fangst og landbrug fra 15. maj 2018 til 5. oktober 2018. Derefter i Regeringen Kim Kielsen IV var han minister for råstoffer og arbejdsmarked fra 5. oktober 2018 til 22. november 2019. I disse tre regeringer var han også ved flere lejligheder fungerende minister for andre områder.
Han blev valgt til Inatsisartut ved valget i 2018 med 424 stemmer og genvalgt med 1.186 stemmer i 2021
Den 29. november 2020 vandt Erik Jensen et kampvalg om at blive Siumuts formand. Han fik 39 stemmer i anden valgrunde mod 32 stemmer til den hidtidige formand Kim Kielsen. Den anden udfordrer Vivian Motzfeldt blev elimineret i første valgrunde. Kielsen fortsatte imidlertid som formand for Naalakkersuisut indtil valget i april 2021 hvor Siumut tabte regeringsmagten til Inuit Ataqatigiit.
5. april 2022 hvor Siumut igen kom med i regeringen, blev Erik Jensen minister for boliger og infrastruktur og viceformand for Naalakkersuisut. Ved en regeringsrokade 25. september 2023 blev han minister for finanser og skatter og fortsatte som for Naalakkersuisut.
Efter Siumuts valgnederlag ved parlamentsvalget i Grønland 2025 gik Erik Jensen af som partiformand og blev straks efterfulgt af sin næstformand Vivian Motzfeldt.